# 小行星849
小行星849（849 Ara）是一颗围绕太阳公转的小行星。1912年2月9日，谢尔盖·别利亚夫斯基在克里米亚描述了此天体。
Ara是美國救濟管理局的缩写。1921年俄国大饥荒时，该组织曾为俄国提供援助。为了表示对该组织的感谢，小行星849以它命名。
这颗小行星的绝对星等为8.1等。

## 相关條目
- 小行星列表/10001-11000

## 外部連結
- Asteroid Lightcurve Database (LCDB) （页面存档备份，存于）, query form (info （页面存档备份，存于）)
- Dictionary of Minor Planet Names, Google books
- Discovery Circumstances: Numbered Minor Planets (10001)-(15000) （页面存档备份，存于） – Minor Planet Center
- 小行星849 at AstDyS-2, Asteroids—Dynamic Site
  - Ephemeris · Observation prediction · Orbital info · Proper elements · Observational info
- NASA JPL小天體瀏覽器上的小行星849

| 前一小行星： 小行星848 | 小行星列表 | 後一小行星： 小行星850 |